# Ханна, Сиара
Сиара Шантель Ханна (англ. Ciara Chantel Hanna, 20 января 1991; Ориндж, Калифорния, США) — американская актриса и модель. Наиболее известная ролью Джиа Моран, жёлтого рейнджера в телесериале «Могучие рейнджеры: Мегафорс», в продолжении «Могучие рейнджеры: Супер Мегафорс» и ролью Николь Паркер в «Кровавое озеро: Атака миног-убийц».

## Биография
Родилась 20 января 1991 года в городе Ориндж штата Калифорния, в многодетной семье. Училась в средней школе Мартина Лютера Кинга в Риверсайде, окончив её в 2009 году.
С детского возраста Ханна начала увлекаться, а затем заниматься творческой деятельностью. В 10 лет пошли фотостудии и работы в модельном. Начала работать с компанией Orange и рекламами. Дальше начала сотрудничать с Mattel, Robinsons-May и Macy's. В 2009 году была полуфиналисткой 13-го сезона шоу «Топ-модель по-американски», но в финал так и не попала.
Первую широкую популярность получила после того, как снялась в роли жёлтого рейнджера Джиа Моран в телесериале «Могучие рейнджеры: Мегафорс», а после и в продолжении «Могучие рейнджеры: Супер Мегафорс». Так же играла роль под именем Николь Паркер в «Кровавое озеро: Атака миног-убийц» и во многих других фильмах, сериалах, в многочисленных шоу и музыкальных клипах.

## Личная жизнь
30 августа 2020 года Сиара Ханна обручилась с Чейзом Пино . 15 марта 2021 года родила мальчика по имени Каньон Круз Пино .

## Избранная фильмография
| Год  |   | Русское название | Оригинальное название | Роль            |
| ---- | - | ---------------- | --------------------- | --------------- |
| 2012 | с | Месть            | Revenge               | милая блондинка |